# Adolphe Crespin

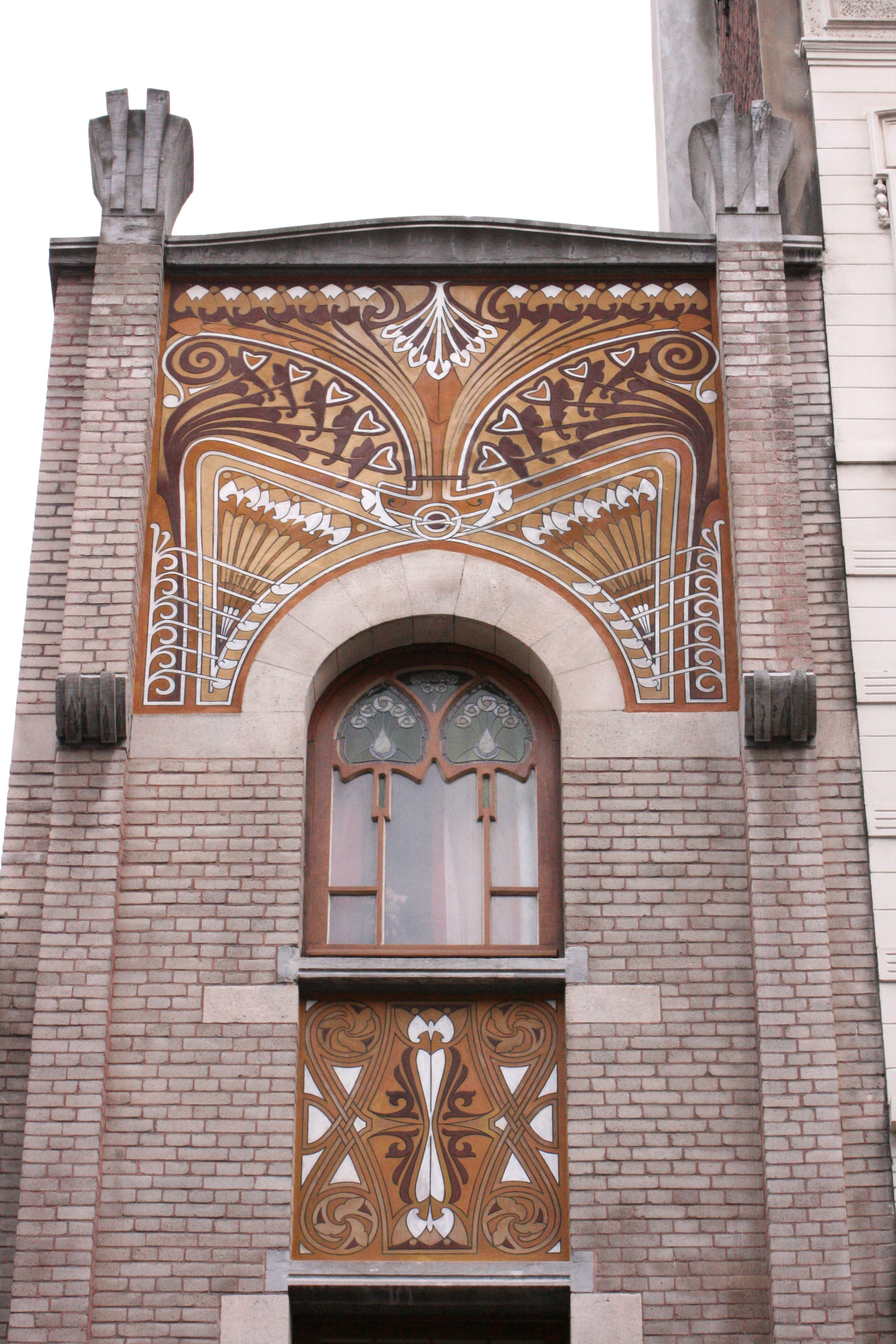
Maison Cortvriendt, 6-8 rue de Nancy, Brüssel. Architekt Léon Sneyers. Sgraffiti von Adolphe Crespin (1900)

Adolphe Louis Charles Crespin (* 17. Mai 1859 in Brüssel; † 24. Juli 1944 ebenda) war ein belgischer Maler, Fassadengestalter und Plakatkünstler des Art Nouveau. Er war der Stiefvater von Blaise Adolphe Diagne (1872–1934).

## Leben

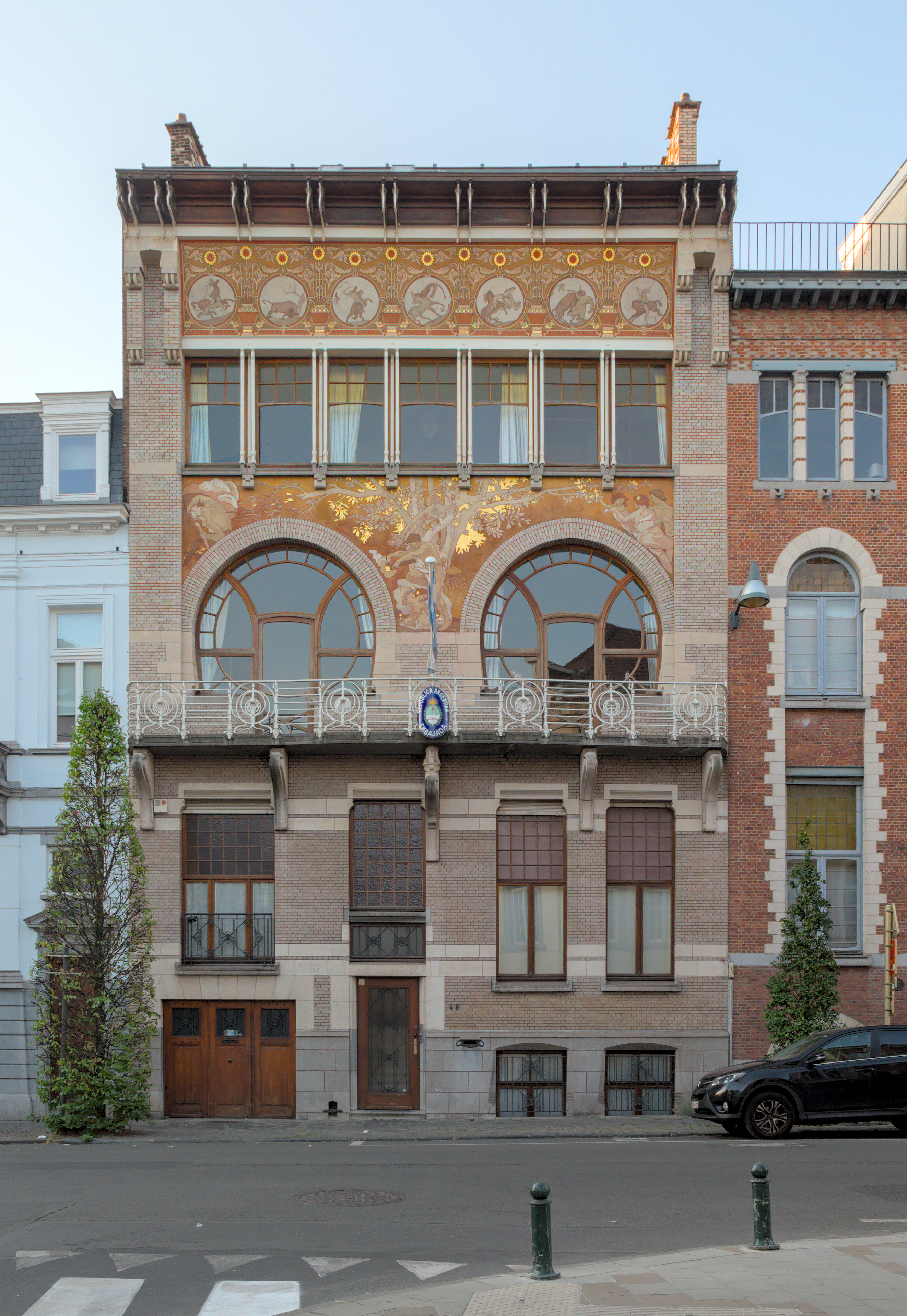
Hôtel Ciamberlani, 1997

Er studierte an der Kunstakademie Saint-Josse-ten-Noode, wo er mit Privat Livemont, Paul Saintenoy und Léon Govaerts zusammenarbeitete, und anschließend an der Kunstgewerbeschule der Königlichen Akademie der Schönen Künste in der Rue du Midi. Dort verkehrte er unter anderem mit Fernand Khnopff und Édouard Duyck, mit dem er Ende der 1890er Jahre einige Plakate entwarf. Adolphe Crespin war Anhänger des Japonismus in Belgien. Zu seinen weiteren Inspirationsquellen gehörten Eugène Viollet-le-Duc sowie die Präraffaeliten John Ruskin und William Morris.
Adolphe Crespin war Lehrer des Malers Henri Evenepoel an der Königlichen Akademie der Schönen Künste, der das Porträt von Madame Crespin anfertigte. Auch Irène d’Olszowska zählte zu seinen Schülern. An der Zeichen- und Industrieschule in Schaerbeek arbeitete Crespin mit dem Architekten Paul Hankar zusammen, dessen Mitarbeiter er wurde und für den er die Sgraffiti seines Hauses (Maison Hankar) entwarf.
Vor allem in Brüssel tätig, gehörte Crespin neben Paul Cauchie, Privat Livemont und Gabriel Van Dievoet zu den großen Meistern des Jugendstil-Sgraffito und des illustrierten Plakats.

## Werke

### Lithographien
1894: Paul Hankar Architecte, publiziert in: Les maîtres de l’affiche.

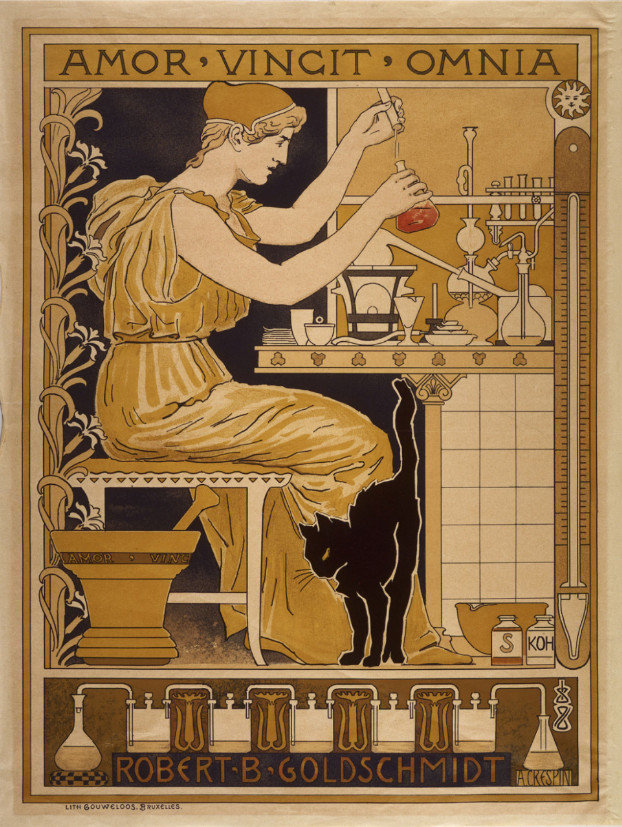
Robert B. Goldschmidt. Plakat von 1895

1896: Robert B. Goldschmidt, Druck: Gouweloos, Paris, um 1895

### Sgraffiti
1893: Maison Hankar in der Rue Defacqz, 71: „Matin“, „Jour“, „Soir“ und „Nuit“.
1893: Dekoration des Physiologischen Instituts im Leopoldpark (Architekt: Jules-Jacques Van Ysendyck; derzeit Auditorium des Jacqmain-Gymnasiums).
1894: Dekoration der Sankt-Martin-Kirche in Everberg (Architekt Henri Beyaert).
1894: Maisons Jaspar, Rue de la Croix de Pierre, 76, 78 und 80 (Architekt Paul Hankar).
1894: Maisons Hanssens avenue Ducpétiaux, 13 und 15 (Architekt Paul Hankar).
1897: Hôtel Ciamberlani (Architekt Paul Hankar): Sgraffiti, die vom Maler Albert Ciamberlani entworfen und von Adolphe Crespin ausgeführt wurden.
1897: Gemalte Friese des Ethnographischen Saals, der von Paul Hankar für die Kongo-Ausstellung in Tervuren entworfen wurde.
1897: Atelier eines Fotografen in der Rue de Parme 26 (Architekt Fernand Symons).
1898: Maison Aglave in der Rue Antoine Bréart 7 (Architekt Paul Hankar).
1899: Innenausstattung der ehemaligen Chemiserie Niguet in der Rue Royale 13 (Architekt Paul Hankar).
1900: Maison Cortvriendt in der Rue de Nancy 6-8 (Architekt Léon Sneyers).
1900: Maison Seeldrayers in der Rue Moris 52 (Architekt Fritz Seeldrayers).
1900: Haus in der Rue Patton 25 (Architekt Grégoire Leblicq fils).
1902: Innendekoration der Bibliothèque Solvay (Architekten Constant Bosmans und Henri Vandeveld).
1904–1908: Kindergarten Nr. 4, Rue Locquenghien 16 (Architekt Fernand Symons) (Sgraffito von Privat Livemont oder Adolphe Crespin?).
1904: Häuser in der Rue Moris 56, 58 und 60 (Architekten Fritz Seeldrayers und Auguste Evrard).
1909: Sgraffitofries des überdachten Pausenhofs der ehemaligen Mädchen-Gemeinschaftsschule von Koekelberg (Architekt Henri Jacobs).